# Omar Rocha
Omar Óscar Rocha Rojo (Azurduy, Bolivia) es un abogado, catedrático y político boliviano. Fue el alcalde interino transitorio de la ciudad de La Paz desde el 31 de diciembre de 2014 hasta el 31 de mayo de 2015. Ocupó también el cargo de concejal municipal desde el 31 de mayo de 2010 hasta el 31  de diciembre de 2014.

## Biografía
Nació en la localidad de Azurduy en el departamento de Chuquisaca, vivió en Sucre durante su infancia. Estudió Derecho en la Universidad San Francisco Xavier de Chuquisaca, donde se graduó como abogado. 

## Carrera política

### Concejal Municipal (2010-2014)
Ingresó a la vida política boliviana, participando en las elecciones subnacionales de 2010 como candidato a concejal en representación del partido político de Unidad Nacional (UN). Logró acceder al concejo municipal después haber obtenido la votación mínima requerida. Fue el único concejal de Unidad Nacional ya que los otros 5 concejales eran del Movimiento al Socialismo (MAS-IPSP) y los otros 5 concejales del Movimiento Sin Miedo (MSM).

#### Presidente del Concejo Municipal de La Paz (2012-2014)
El 1 de junio de 2012, es elegido como el nuevo presidente del concejo municipal de La Paz en reemplazo de la concejala Gabriela Niño de Guzmán García. La elección de Rocha como presidente del organismo legislativo se debió a un acuerdo firmado entre los partidos del Movimiento Sin Miedo y Unidad Nacional.
El 18 de junio de 2013, es nuevamente reelegido como presidente del concejo municipal de acuerdo al pacto existente entre el MSM y UN.

### Alcalde interino de La Paz (2014-2015)
El 26 de diciembre de 2014, el alcalde Luis Revilla presentó su renuncia ante el Concejo Municipal de La Paz, con el objetivo de habilitarse como candidato a la reelección en los comicios regionales del 29 de marzo de 2015 por la agrupación ciudadana Soberanía y Libertad (SOL.bo).
El Concejo Municipal convocó a una sesión extraordinaria en la que Omar Rocha fue elegido alcalde interino por mayoría de votos, gracias al respaldo de los concejales del Movimiento al Socialismo (MAS-IPSP), con quienes había alcanzado un acuerdo previo tras anunciar su disposición a asumir el cargo una vez que Luis Revilla presentara su renuncia. Rocha asumió el cargo el 31 de diciembre de 2014, ejerciendo la alcaldía transitoria hasta finales de mayo de 2015, fecha en la que concluyó formalmente el periodo municipal.

#### Cambio del logo y controversia del gasto
En enero de 2015 autorizó un cambio de imagen institucional, que incluyó un nuevo logo con color naranja y slogan “La Paz hacia el futuro. Transición responsable y transparente”. Opositores denunciaron que el cambio habría implicado un gasto de al menos Bs 5,5 millones en uniformes, gigantografías y papelería, monto calificado como “despilfarro”. Rocha respondió que el costo no era real, que no se harían compras adicionales y que se mantendría uso del logo anterior.

### Intento de candidatura y posición partidaria
Durante su gestión interina, Rocha acercó posiciones con el Movimiento al Socialismo (MAS-IPSP), lo que generó la expulsión de Unidad Nacional. De hecho, la bancada del Movimiento Sin Miedo (MSM) rehusó apoyar a Rocha en diciembre de 2014, lo que provocó su ruptura con Unidad Nacional tras acercarse al MAS. Hubo además gestiones informales para que Rocha fuera considerado como precandidato del MAS a la Alcaldía de La Paz en las elecciones subnacionales de 2021; sin embargo, dichas intenciones no prosperaron y generaron resistencia dentro del propio partido, lo que impidió su postulación oficial.